# Eyes Open
Eyes Open är det fjärde studioalbumet från skotska alternativ rock-gruppen Snow Patrol. Det utgavs 1 maj 2006 internationellt men först 9 maj 2006 i USA. Den första europeiska singeln, "You're All I Have", släpptes 24 april 2006. Den första singel att släppas i USA var "Hands Open" och den första att släppas i Australien var "Chasing Cars". Specialutgåvan av albumet innehåller en bonus-DVD med musikvideon "You're All I Have" samt bakom kulisserna-material med bandet.

## Sammansättning och historia
Albumnamnet har med det tema som albumet innehåller samt är det en textrad i låtarna "Hands Open", "Chasing Cars", "Shut Your Eyes" och "Open Your Eyes".
Albumets tredje spår, "Chasing Cars", var med i säsongsfinalen i TV-serien Grey's Anatomy 15 maj 2006. En video med Grey's Anatomy-tema och låten finns på ABCs hemsida. Senare användes även det sjunde spåret, "Make This Go On Forever", i tredje säsongen av Grey's Anatomy i slutet av avsnittet "Walk on Water".
Skivan såldes i 36 191 exemplar under sin debutvecka i USA, vilket var mycket mer än deras tidigare studioalbum Final Straw hade gjort. Albumet hade sålts i över 700 000 exemplar i USA februari 2007.
Under sin elfte vecka på Nya Zeeland nådde albumet plats nummer ett och har även fått två platinaskivor där. I Storbritannien sålde albumet över 2 miljoner exemplar och certifierades för sex stycken platinaskivor. Den toppade även ARIA och certifierades för tre stycken platinaskivor 8 januari 2007. 26 november 2006 blev albumet Storbritanniens bäst säljande album år 2006, där det såldes över 1,5 miljoner exemplar vid årets slut. Albumet toppade även Irlands lista och har där fått sju stycken platinaskivor. Totalt har skivan sålts i över 3,5 miljoner exemplar över hela världen.

## Låtlista
1. "You're All I Have" – 4:33
2. "Hands Open" – 3:17
3. "Chasing Cars" – 4:27
4. "Shut Your Eyes" – 3:17
5. "It's Beginning to Get to Me" – 4:35
6. "You Could Be Happy" – 3:02
7. "Make This Go on Forever" – 5:47
8. "Set the Fire to the Third Bar" (featuring Martha Wainwright) – 3:23
9. "Headlights on Dark Roads" – 3:30
10. "Open Your Eyes" – 5:41
11. "The Finish Line"  – 3:28

- Bonusspår

1. "-" - 3:55
2. "In My Arms" - 4:36
3. "Warmer Climate" - 4:08

Det tolfte icke namngivna spåret är en inspelning av bakgrundsljud och det är ett av producenten Jacknife Lees barn som pratar.